# Mars (Schiff, 1922)
Das schweizerische Motorschiff Mars ist seit der Indienststellung 1922 in Arbon beheimatet, wird  seit über einhundert Jahren auf dem Bodensee eingesetzt und ist damit eines der ältesten dortigen Passagierschiffe.

## Geschichte
Die Mars war seit 1922 im Besitz von drei Eignern:

### Bootsbetrieb Zels

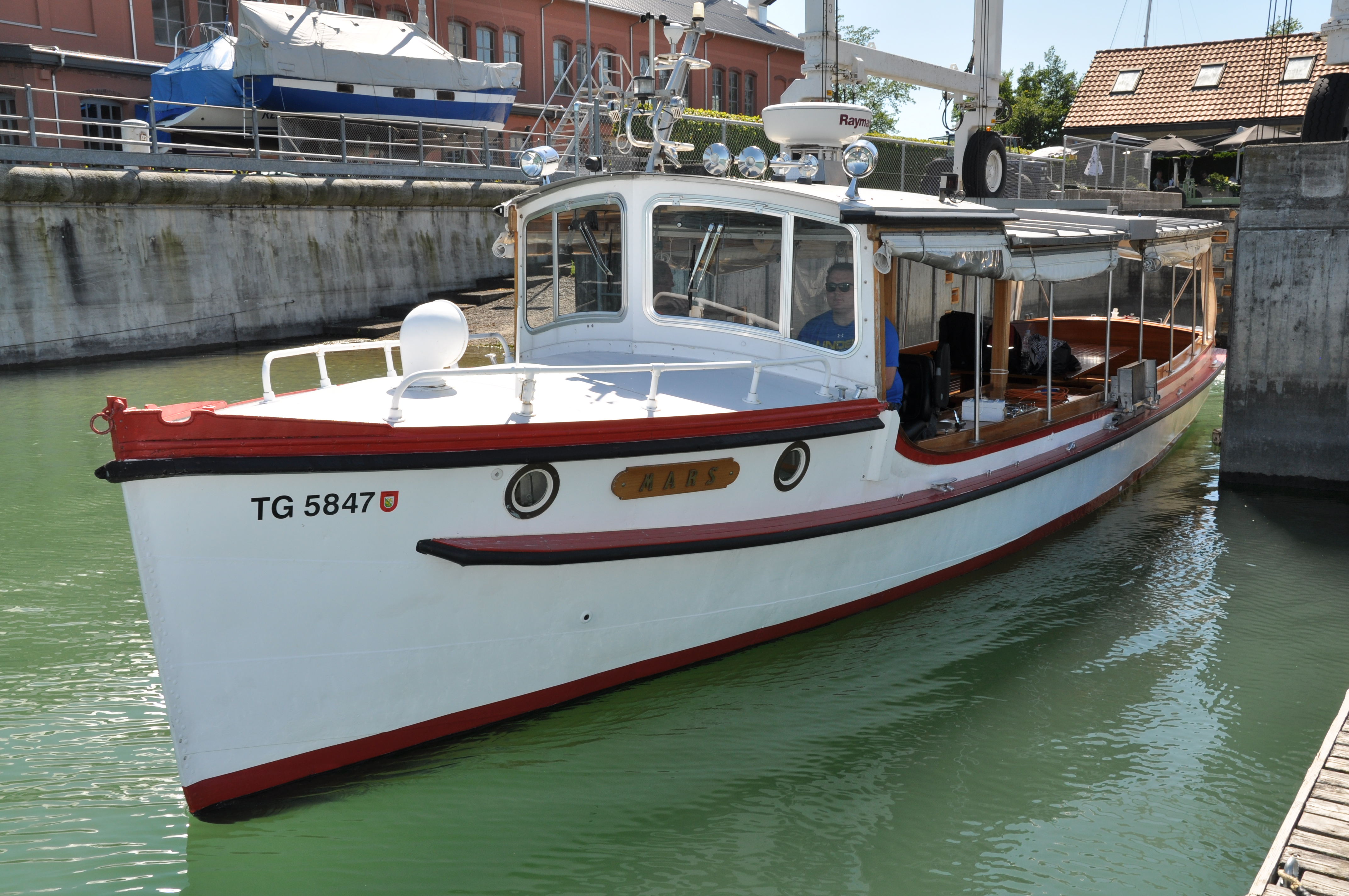
Die Mars kurz nach dem Einwassern in Romanshorn

Der aus Berlin stammende Arboner Bootsvermieter Gustav Zels beauftragte 1922 die Ehrhardswerft in Berlin-Spandau mit dem Bau der Mars. Das damals für 60 Personen zugelassene Motorboot ist 12,5 Meter lang, 2,78 Meter breit und verdrängt 5,4 t. Es wurde 1922 vom Stapel gelassen und in Dienst gestellt. Das Boot war so erfolgreich im privaten Ausflugs- und Linienverkehr, dass Zels 1934 von der Werft Vogt-Gut in Arbon nach den Plänen der Mars die drei Meter längere und einen Meter breitere Arbor Felix bauen liess, die ebenfalls noch in Arbon in Betrieb ist. 1977 wurde die Mars nach 55 Jahren als Zels-Fahrgastschiff, nur unterbrochen von der kriegsbedingten Stilllegung, ausgemustert.

### SLRG Arbon
Die Schweizerische Lebensrettungs-Gesellschaft (SLRG) in Arbon erwarb 1977 die für ihre gute Seegängigkeit bekannte Mars, die bereits unter Zels als Zubringerboot von der SLRG angefordert wurde. Jetzt setzte man sie als Rettungsboot, für Taucheinsätze und zu Ausflügen mit maximal 30 Passagieren ein. Das Boot wurde überholt und modernisiert und erhielt einen revidierten Saurer-Dieselmotor mit Wendegetriebe. Ausgerüstet mit Rettungsmaterial, zwei Suchscheinwerfern, Funkstelle und mit einer Motorspritze zur Brandbekämpfung eignete sich die Mars hervorragend zum Seerettungsdienst. 1981/82 wurde der Führerstand angehoben, der Aufbau erhielt ein neues Aluminiumverdeck und statt der alten Holz- eine Aluminiumfront.

### MS Mars 1922 (ehemals Mars-Vereinigung)
Als die Mars 1990 von der SLRG ausgemustert und zum Kauf angeboten wurde, übernahm die 1991 zu diesem Zweck gegründete Mars-Vereinigung das Boot und erhielt es so für Arbon. Die spezielle Rettungsausrüstung wurde entfernt und der Führerstand mit Radar, GPS-Technik und Echolot ausgerüstet. Das Rettungsmaterial der Mars enthält spezielle Rettungswesten für Kinder und eine Rettungsinsel für alle Passagiere plus Crew. Zu den Prinzipien des Vereins gehört die Erhaltung des Bootes in Eigenregie und die Ausbildung der Mitglieder zu Schiffsführern, die vertraut sind mit der alten und modernen Technik des Bootes. Zur Finanzierung werden Ausflugsfahrten auf Spendenbasis durchgeführt.